# لوكاس ألبرتنغو
لوكاس غابرييل ألبرتنغو (بالإسبانية: Lucas Gabriel Albertengo)‏ (ولد في 30 يناير 1991) وهو لاعب كرة قدم أرجنتيني يلعب حاليا كمهاجم لنادي إنديبندينتي في دوري الدرجة الأولى الأرجنتيني.

## وصلات خارجية
- لوكاس ألبرتنغو على موقع إي إس بي إن إف سي (الإنجليزية)
- لوكاس ألبرتنغو على موقع قاعدة بيانات كرة القدم.إي يو (الإنجليزية)
- لوكاس ألبرتنغو على موقع Soccerway.com (الإنجليزية)
- لوكاس ألبرتنغو على موقع عالم كرة القدم.نت (الإنجليزية)
- لوكاس ألبرتنغو على موقع AS.com (الإسبانية)